# تشاودر
تشاودر (بالإنجليزية: chowder) هو مسلسل رسوم متحركة امريكي كوميدي من تأليف كارل غرينبلات وإنتاج كرتون نتورك ستوديوز. عرض لأول مرة في 02 نوفمبر 2007 واستمر حتى 07 نوفمبر 2010 بمجموع 03 مواسم و 49 حلقة. تتحدث قصة المسلسل عن تشاودر الذي يتعلم فنون الطبخ على يد معلمه مانغ دال. في العالم العربي تم دبلجة المسلسل من قبل استديوهات ايمدج برودكشن هاوس وعرض على قناة كرتون نتورك بالعربية وإم بي سي 3.

## الشخصيات
- تشاودر
  - مؤدي الصوت: نيكي جونز
  - المدبلجة العربية: رانية مروة

تشاودر هو أرنب، وردي سمين يحب الطعام كثيرًا. وهو مستعد لأكل أي شيء على الإطلاق. ويعيش تشاودر بصحبة المعلم، مانج دال الأسطوري وزوجته ترافلز.
- شنيتزل
  - مؤدي الصوت: كيفن مايكل ريتشاردسون، وجون ديماغيو
  - المدبلج العربي:

قد لا نفهم كلامه فهو لا يقول إلا (رادا رادا). هو شبح يشبه نقطة بنية كبيرة من الشمع يعمل في مطبخ مانج دال. وهو يفتقد كثيرًا روح الدعابة لكن لا تخبره بذلك.
- كيمشي
  - مؤدي الصوت: لا يوجد

صديق شاودر الحميم وهو سحابة عائمة نتنة. فمعظم الناس لا يرغبون في الاقتراب منه، لكن تشاودر لا يبالي برائحة كيمشي ولا بالضوضاء الصاخبة التي يصدرها فهي بالنسبة له حلوة وغريبة بعض الشيء.
- بانيني
  - مؤدية الصوت: ليلينا مومي
  - المدبلجة العربية: رالين داغر

بانيني متيمة بتشاودر فهي تقتنع تمامًا أن تشاودر هو صديقها بالفعل. يحاول تشاودر إقناعها أنه ليس كذلك لكن بانيني قد عرفت السبيل إلى قلب شاودر وتقول كلما ابتعد قربته إليّ.
- مانغ دال
  - مؤدي الصوت: دوايت شولتز
  - المدبلج العربي: شربل أيوب

مانج دال شيف مخضرم. فهو غالبًا ما يعرف كل شيء عن كل شيء وهو مثل الأستاذ الحكيم فدائمًا ما ينصح تشاودر. إلا أنه يعتقد أنه بغية كل النساء وحقيقةً هو ليس كذلك.
- ترافلز
  - مؤدية الصوت: تارا سترونغ
  - المدبلجة العربية: ريما حداد

ترافلز هي القوة الحقيقية وراء شركة مانج دال المتخصصة في خدمات المطاعم. فهي تعطي الأوامر لزوجها الطبّأخ الأسطوري وكأنه تلميذ مشاغب إلا أنها ذات قلب من الذهب، وذلك يتجلى في بعض الأحيان.
- اندايف: هي عدوة مانج دال وهما يتشاجران على منصب أفضل طباخ لكن مانج أفضل طباخ في العالم.
- غازباتشو
  - مؤدي الصوت: دانا سنايدر
  - المدبلج العربي: جورج دياب

هو فيل يبيع الفاكهة في كشك. وغالبا ما تكون أمه غاضبة عليه وأحيانا لا وهو صديق تشاودر

## الأصوات العربية
- رانيا مروة - تشاودر
- شربل أيوب - مانج دال
- ريما حداد - ترافليز
- ريتشارد يني
- رالين داغر
- جورج دياب - غازباتشو، شنيتزل
- أسمهان بيطار
- إبراهيم ماضي
- سيلينا شويري

## روابط خارجية
- تشاودر على موقع IMDb (الإنجليزية)
- تشاودر على موقع ميتاكريتيك (الإنجليزية)
- تشاودر على موقع روتن توميتوز (الإنجليزية)
- تشاودر على موقع ميوزك برينز (الإنجليزية)
- تشاودر على موقع فيلمافينيتي (الإسبانية)
- تشاودر على موقع كينوبويسك (الروسية)
- تشاودر على موقع ألو سيني (الفرنسية)
- تشاودر على موقع قاعدة بيانات الفيلم (الإنجليزية)